# Overlockstich

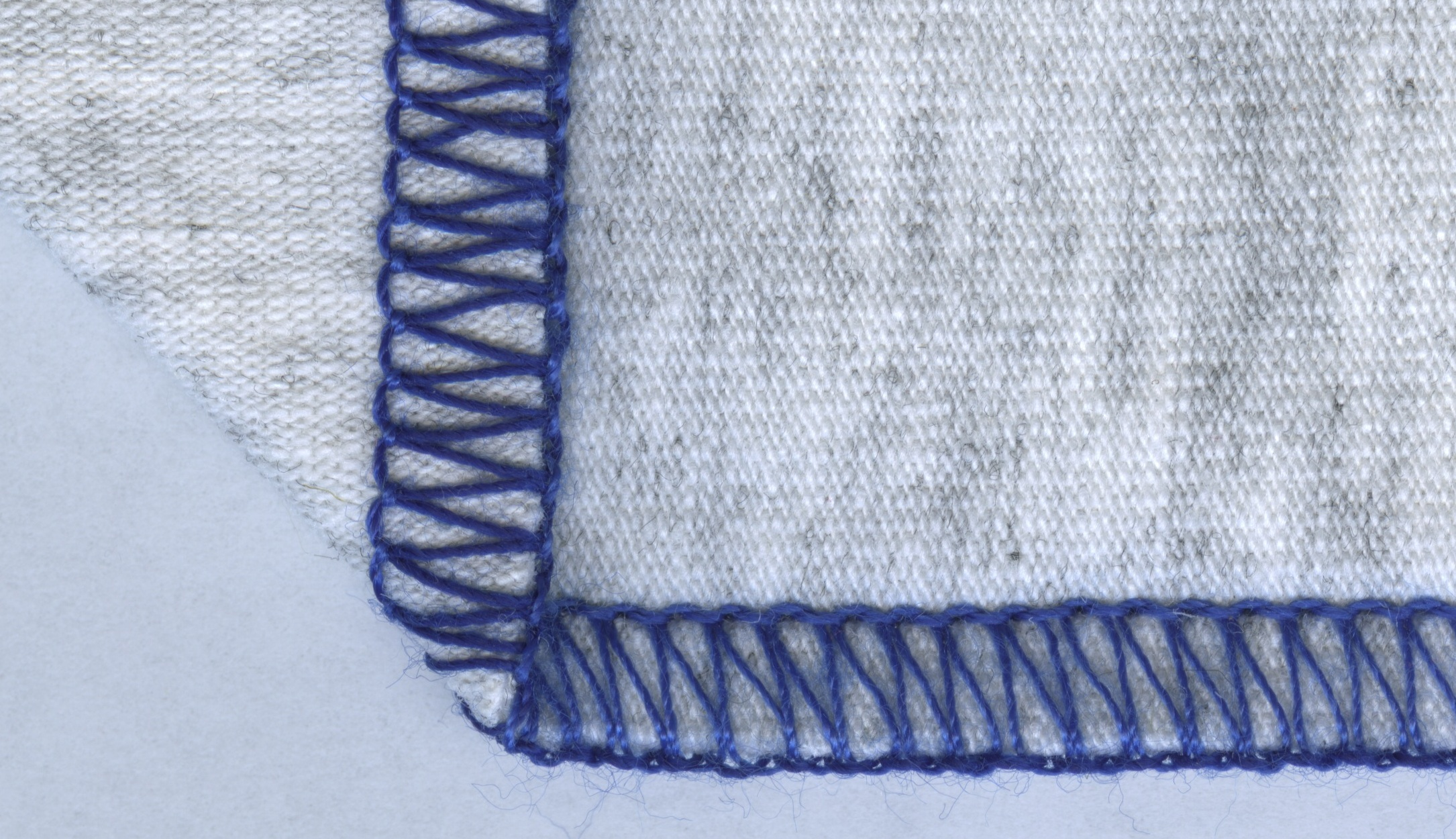
4-fädige Overlock-Naht

Ein Overlockstich oder eine Overlocknaht ist eine Nahtart, die zwei Stoffstücke in einer Überwendlingnaht (auch Überwendlichnaht) mit mehr als zwei Fäden vernäht. Sie erfüllt gleichzeitig verschiedene Nahtfunktionen, die mechanische Verbindung und das Versäubern. Das Besondere am Overlockstich ist die Herstellung mit einer Overlock-Nähmaschine in einem einzigen Arbeitsgang.
Der Begriff Overlock stammt aus dem Englischen. To lock heißt versperren. Bei der typischen Nähmaschinennaht sperrt der Unterfaden den Oberfaden, sodass er sich nicht aus der Naht lösen kann. Das Over in Overlock bezieht sich darauf, dass über eine Kante genäht wird.

## Typische Naht-Sorten
Typische Arten von Overlock-Nähten sind:
| Naht | Beschreibung |
| --- | --- |
| 3-fädige Naht | Wird verwendet, um viele Materialien zu versäubern, aber auch zum Zusammennähen von wenig beanspruchten Schließnähten. Beispielsweise für die Seitennähte bei Blusen, Hemden oder Poloshirts. |
| Die 4-fädige Naht mit integrierter Sicherheitsnaht (auch bekannt als 4-Faden-Überwendlich-, Verbund- oder imitierte Sicherheitsnaht) | Zum Zusammennähen und gleichzeitigen Versäubern sämtlicher Materialien besonders elastischer oder grober Stoffe. (Die Sicherheitsnaht entsteht automatisch durch den rechten Nadelfaden.) |
| Rollsaum (3-, seltener auch 2-fädig)                                                                                                 | Zum Versäubern von leichten und feinen Stoffen. Anwendung: z. B. für den unteren Abschluss von Brautkleidern oder für Seidenschals |
| Flatlocknaht (2 oder 3 Fäden) | Wird an einer Falte oder als Verbindungsnaht genäht. Die Naht entsteht durch eine Veränderung der Fadenspannungen meist in Verbindung mit Zierfäden. |
| 2-fädige Naht | Wird zum Versäubern von leichten Stoffen verwendet (kaum noch in Gebrauch, da die 3- und 4-fädigen Nähte besser halten). |
| Safety-Naht | Diese Naht wird aus zwei getrennten Nähten gemacht: eine zweifädige Doppelkettenstichnaht (die Safety- oder Sicherheitsnaht) zur Haltbarkeit und eine zwei- bzw. dreifädige Kanten-Versäuberungsnaht (Die Vierfaden-Überwendlichnaht bietet einen Halt der Kante durch breitere, zusammenhängende Naht und ist dadurch zunehmend beliebter). |
| Doppelkettenstich (2 Fäden) | Von oben sieht die Naht aus wie die Geradstichnaht einer Haushaltnähmaschine, von unten wie eine Kette aus. Anwendung: Zum Zusammennähen von festen Materialien, z. B. Polsterbezugsstoffe oder Jeansstoffe. Der Stich wird auch als Ziernaht verwendet.                                                                                     |